# Haverikommissionen (TV-serie)
Haverikommissionen (vid visning på National Geographic Channel) eller Mayday (vid visning på TV4), är en dokumentär tv-serie producerad av det kanadensiska produktionsbolaget Cineflix. Serien som är skapad av André Barro 2003 sänds av Discovery Channel i Kanada och av National Geographic Channel i resten av världen. Serien behandlar diverse flyghaverier i modern tid, såsom bombningar, närkrascher, luftkollisioner och andra olyckor. Kärninnehållet består av att avsnittet beskriver händelserna som ledde till olyckan samt olyckans förlopp med hjälp av flygplanets svarta lådor,  rekonstruktioner med CGI och intervjuer med överlevare, pensionerade piloter, flygexperter och haveriutredare . 
I serien har man bland annat visat Scandinavian Airlines Flight 751, Linateolyckan och Air France Flight 447.

## Svenskaflyghaverier
- Avsnitt 3, säsong 10 handlar om Scandinavian Airlines Flight 751, ett SAS-plan som havererar vid Gottröra, Uppland.
- Avsnitt 2, säsong 20 handlar om West Air Sweden Flight 294, ett West Air Sweden-plan som havererar nära Akkajaure i Norrbotten.

## Svenskrelaterade flyghaverier
- Avsnitt 4, säsong 11 handlar om ryska hockeylaget Lokomotiv där den svenske idrottaren Stefan Liv omkom.
- Avsnitt 12, säsong 11 handlar om Linateolyckan, där ett SAS-plan kolliderade med ett mindre plan på startbanan.
- Avsnitt 5, säsong 15 handlar om 1961 Ndola United Nations DC-6 crash, där ett Transair-plan med Dag Hammarskjöld ombord havererade i den brittiska kolonin Nordrhodesia i Afrika.